# Étienne de Lunéville
Étienne de Lunéville († 995) est le 34e évêque de Toul, titulaire du 24 juin 994 au 4 (ou 12) mars 995. 

## Biographie
Apparenté à la lignée de Folmar ou Volmar, premier seigneur du Val de Villé et des comte de Lunéville, il est le successeur immédiat de saint Gérard et de saint Gauzelin. Il était du clergé de Metz lorsqu'il fut choisi par le chapitre de Toul pour accéder au siège épiscopal.
Ludolve (de), archevêque de Trèves, le sacra évêque le 24 juin 994 en l'abbaye de Mettlach, commune de la Sarre actuelle. 
Mort accidentellement à l'Abbaye de Bonmoutier le 4 mars 995 lors d'une visite pastorale, il est enterré dans un premier temps dans le tombeau des saints Jean et Benin (Oratoire St Grégoire) à Moyenmoutier. Au XIIIe siècle, on leva son corps du tombeau et l'on retrouva sur sa poitrine une petite croix de plomb avec ces mots : « ETIENNE DE BONNE MEMOIRE, EVESQUE DE TOUL ». Selon le manuscrit de saint Mansuy, il a été réenterré dans l'Abbaye de Moyenmoutier, devant l'autel de Saint-Pierre. 
On lit dans un titre de l'évêque Pierre de Brixey, un de ses successeurs, qu'Étienne avait donné à son Église plusieurs terres de son patrimoine. Les chroniques ajoutent que son souvenir fut en vénération pendant longtemps. 
Il est considéré comme saint par l'Église catholique.
Son successeur a été l'évêque Robert, un religieux de l'abbaye de Mettlach